# Махмудов, Абдулахад Элиса оглы
Абдулахад Элиса оглы Махмудов (Махмудов Абдул) (азерб. Abduləhəd Əlisa oğlu Mahmudov; род. 15 мая 1944, Атбулак (Азербайджан), Аджикабулский район) — азербайджанский кинорежиссёр, сценарист и актёр, Народный артист Азербайджанской Республики (2018), лауреат Государственной премии Азербайджанской ССР (1986), индивидуальный стипендиат Президента Азербайджанской Республики (с 2021 года). Также известен как Шейх Абдул.

## Жизнь и деятельность
Абдул Махмудов родился 15 мая 1944 года в селе Атбулаг нынешнего Гаджигабульского района. Родом из Шемахи. Поскольку линия его матери была из Хашимитского королевства, его потомков называли Хашимханами. Со стороны отца он был из Ардебиля. Окончил среднюю школу в 1961 году.
Его приход в кино состоялся с фильмами «Двое из одного квартала» и «Лейли и Меджнун», в которых он снимался ребёнком. Позже он специализировался на актёрском мастерстве на курсе Адиля Искендерова Азербайджанского государственного художественного института имени М. А. Алиева (1962—1966), а на режиссёрском отделении Высших курсов режиссуры и сценарного мастерства в Москве учился у таких известных художников, как Андрей Тарковский, Леонид Трауберг, Василий Шукшин и Георгий Данелия (1971—1973).
С 1966 года работал актёром на киностудии «Азербайджанфильм». Некоторое время он был художественным руководителем театра киноактера при киностудии.
Прадед Абдул Махмудова, Хаджи Шейх Мурсал Ага, изучал богословие в дарулфуне шейха Сефи ад-Дин Исхак Ардебили, который был прадедом шаха Исмаила Хатаи в Ардебиле в XVII веке. Позже он прибыл с депешой в город Шемахы.

## Награды
- «Государственная премия Азербайджанской ССР» — 26 апреля 1986 года (за режиссуру художественного фильма «Седлать лошадей»).
- Почетное звание «Заслуженный деятель искусств Азербайджана» — 1 августа 2008 года.
- Почетное звание «Народный артист Азербайджана» — 1 августа 2018 года.[4]
- Национальная кинематографическая премия Союза Кинематографистов Азербайджанской Республики— 2019[5]
- Индивидуальная стипендия Президента Азербайджанской Республики — 7 мая 2021 года.[6]

## Фильмография

### Как актёр
1. Двое из одного квартала (фильм, 1957) (художественный фильм)
2. Сказание о любви (фильм, 1961) (художественный фильм)
3. Где Ахмед? (фильм, 1963) (художественный фильм) (роль: сельский житель)
4. Последняя ночь детства (фильм, 1968) (художественный фильм) (роль: милиционер)
5. Хлеб поровну (фильм, 1969) (художественный фильм) (роль: покупательница на рынке)
6. Ищите девушку (фильм, 1970) (художественный фильм) (роль: бандит)
7. Семеро сыновей моих (фильм, 1970) (художественный фильм) (роль: Гасым)
8. Последний перевал (фильм, 1971) (художественный фильм) (роль: Женихи)
9. Главное интервью (фильм, 1971) (художественный фильм) (роль: Фикрет)
10. Насими (фильм, 1973) (художественный фильм) (роль: дервиш)
11. Твой первый час (фильм, 1973) (художественный фильм) (роль: фотограф)
12. По следам Чарвадаров (фильм, 1974) (художественный фильм) (роль: Незнакомец)
13. Мститель из Гянджабасара (фильм, 1974) (художественный фильм) (роль: Большевик)
14. Четыре воскресенья (фильм, 1975) (художественный фильм)
15. Бухта Радости (фильм, 1977) (художественный фильм) (роль: Абдул)
16. Диссертация (фильм, 1979) (роль: брат девушки) (короткометражный художественный фильм)
17. Чудак (фильм, 1979) (художественный фильм) (роль: Орхан)
18. Не бойся, я с тобой (фильм, 1981) (художественный фильм) (роль: Карманник)
19. Смеющиеся белые (фильм, 1988) (короткометражный документально-художественный фильм)
20. День убийств (фильм, 1990) (художественный фильм) (роль: Татар Темир)
21. Дополнительный эффект (фильм, 2010) (художественный фильм) (роль: Назим Шейдаев)
22. Сеть (фильм, 2011) (короткометражный художественный фильм) (роль: отец Гульзар)
23. Улица Дмитрова, 86 (фильм, 2015) (короткометражный игровой фильм) (роль: майор милиции)
24. Офицерская честь (фильм, 2015) (короткометражный игровой фильм) (роль: полковник полиции)
25. Тимьян (фильм, 2017) (художественный фильм) (роль: начальник полиции)

### Как ассистент режиссёра
1. Битва в горах (фильм, 1967) (художественный фильм)

### Как второй режиссер
1. Я помню тебя, учитель (фильм, 1969) (полнометражный художественный фильм)
2. Кура неукротимая (фильм, 1969) (художественный фильм)
3. Поёт Муслим Магомаев (фильм, 1971) (полнометражный художественный фильм)

### Как режиссер
1. Необыкновенная охота (фильм, 1974) (короткометражный художественный фильм)
2. Фирангиз (фильм, 1975) (художественный фильм)
3. Приключение покупателя (фильм, 1976) (рассказ — Мозалан № 31)
4. Аджами Нахчивани (фильм, 1976) (короткометражный документальный фильм)
5. Любовь на всю жизнь (фильм, 1976) (короткометражный документально-игровой фильм)
6. Ветер в лицо (фильм, 1977) (художественный фильм)
7. Дружба городов (фильм, 1978) (короткометражный документальный)
8. Смысл жизни (фильм, 1979) (короткометражный документальный фильм)
9. Пора седлать коней (фильм, 1985) (художественный фильм)
10. Городские жнецы (фильм, 1986) (художественный фильм)
11. Родные берега (фильм, 1989) (художественный фильм)
12. Убийство в ночном поезде (фильм, 1990) (художественный фильм)

### Как сценарист
1. Любовь на всю жизнь (фильм, 1976) (короткометражный документально-игровой фильм)
2. Дружба городов (фильм, 1978) (короткометражный документальный)
3. Убийство в ночном поезде (фильм, 1990) (художественный фильм)